# Perdita triangulifera
Perdita triangulifera är en biart som beskrevs av Timberlake 1964. Perdita triangulifera ingår i släktet Perdita och familjen grävbin. Inga underarter finns listade i Catalogue of Life.